# Desmopachria signata
Desmopachria signata är en skalbaggsart som beskrevs av Zimmermann 1921. Desmopachria signata ingår i släktet Desmopachria och familjen dykare. Inga underarter finns listade i Catalogue of Life.